# Already Home
Already Home е четвъртият сингъл, издаден от канадската банда Thousand Foot Krutch от петия си студиен албум Welcome To The Masquerade. Песента достига # 35 в Billboard Hot Christian Songs. В Канада, песента дебютира под #99 на канадските песни.

## Членове на групата
- Тревър Макневън
- Стив Августин
- Джоел Бругер
- Таи Даютзлер